# Lucho González
Luis Oscar González (nascut a Buenos Aires, Argentina, el 19 de gener del 1981), més conegut com a Lucho González, és un futbolista argentí que actualment juga de migcampista a l'Athletico Paranaense brasiler. Lucho també va jugar per la selecció de l'Argentina del 2003 al 2011.